# Araucano
Ne doit pas être confondu avec El Araucano ou Mapudungun.
L'Araucano est une liqueur d'herbes chilienne fabriquée à Valparaíso par la Fábrica de Licores y Jarabes Virgilio Brusco e Hijos, reconnue depuis 2011 comme une liqueur traditionnelle de Valparaíso par la municipalité de la ville. Elle est composée de 23 herbes et graines qui sont macérées et donnent naissance à la liqueur, qui a une teneur en alcool de 28 °C et un goût amer.
L'Araucano a commencé à être vendu au milieu des années 1920 par un pharmacien allemand nommé Fritz Hausser, qui le commercialisait en tant que tonique ou apéritif médicinal dans sa boutique d'apothicaire « El León » située près de la Plaza Aníbal Pinto. À sa mort en 1940, sa veuve a vendu la boutique de l'apothicaire ainsi que la recette de l'Araucano à la famille Leporati, qui a ensuite vendu la recette à Don Virgilio Brusco au milieu des années 1950.